# اویاگوئه (شیلی)
اویاگوئه (به اسپانیایی: Ollagüe) یک شهرستان در شیلی است که در ال لوآ واقع شده‌است. اویاگوئه ۲٬۹۶۳٫۹ کیلومتر مربع مساحت و ۱۹۹ نفر جمعیت دارد و ۳٬۷۰۳ متر بالاتر از سطح دریا واقع شده‌است.